# Columnea villosissima
Columnea villosissima är en tvåhjärtbladig växtart som beskrevs av Rudolf Mansfeld. Columnea villosissima ingår i släktet Columnea och familjen Gesneriaceae. Inga underarter finns listade i Catalogue of Life.

## Bildgalleri

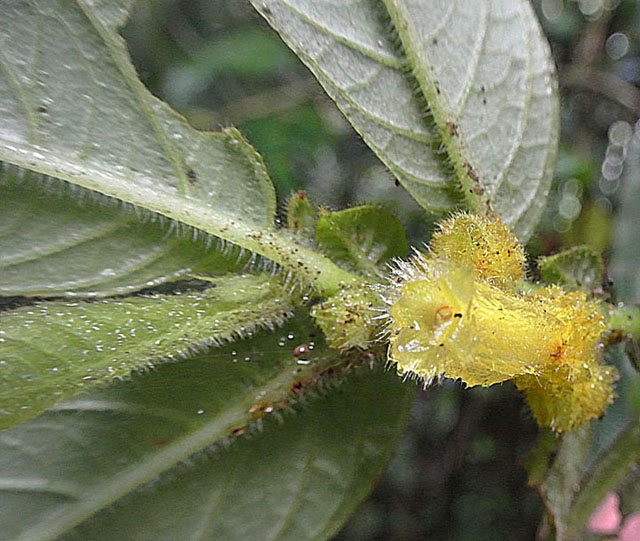